# Robert Coleman (Segler)
Robert Henry Schofield Coleman (* 9. Juni 1883 in Ballarat, Australien; † 1. Januar 1960 in Brentwood) war ein britischer Segler.

## Erfolge
Robert Coleman, der beim Royal Burnham Yacht Club segelte, wurde 1920 in Antwerpen bei den Olympischen Spielen in der 7-Meter-Klasse Olympiasieger. Er war Crewmitglied der Ancora, deren Crew außerdem aus seiner Schwägerin Dorothy Wright sowie William Maddison bestand, die mit dem norwegischen Boot Fornebo von Skipper Johan Faye lediglich einen Konkurrenten hatte. Die Fornebo gewann die erste Wettfahrt, doch die Ancora mit Skipper Cyril Wright, Dorothy Wrights Ehemann, sicherte sich jeweils den Sieg in der zweiten und dritten Wettfahrt und schloss die Regatta dadurch auf dem ersten Platz ab.
Coleman, der im Ersten Weltkrieg an der französischen Front kämpfte, war mit Dorothy Wrights Schwester Connie Machin verheiratet. Deren Vater Percy Machin war gemeinsam mit Cyril Wright Eigentümer der Ancora. Im April 1916 wurde er dem 63. Bataillon des Machine Gun Corps zugeteilt. Am 19. August 1917 wurde er zum Lieutenant befördert. Zwei Jahre darauf erhielt er das Military Cross.